# Јустин Кругер
Јустин Метју Кругер (  — Диселдорф, 6. октобар 1986) професионални је немачки хокејаш на леду који игра на позицији одбрамбеног играча.
Члан је сениорске репрезентације Немачке за коју је на међународној сцени дебитовао на светском првенству 2010. године.
Кругер је учествовао на улазном драфту НХЛ лиге 2006. где га је као 213. пика у седмој рунди одабрала екипа Каролина харикенса. Од 2013. године игра у дресу ХК Берна у швајцарској лиги са којом је освојио две титуле првака Швајцарске (у сезонама 2015/16. и 2016/17).
Његов отац је некадашњи канадско-немачки хокејаш и хокејашки тренер Ралф Кругер.